# Championnat du Nigeria de football 2007-2008
Navigation
Saison précédente Saison suivante
La saison 2007-2008 du Championnat du Nigeria de football est la dix-huitième édition de la première division professionnelle au Nigeria, la First Division League. Vingt clubs prennent part au championnat qui prend la forme d'une poule unique où toutes les équipes se rencontrent deux fois au cours de la saison. À la fin de la saison, les quatre derniers sont relégués et remplacés par les quatre meilleurs clubs de Division II, la deuxième division nigériane.
C'est le club de Kano Pillars qui remporte le championnat après avoir terminé en tête du classement final de la SuperLeague, avec un seul point d'avance sur un duo composé du club de Heartland FC et du Bayelsa United FC. C'est le 1er titre de champion du Nigeria de l'histoire du club en sept saisons.
Les deux premiers du classement se qualifient pour la prochaine Ligue des champions tandis que le club classé 3e et le vainqueur de la Coupe du Nigeria obtiennent leur place pour la Coupe de la confédération.

## Les clubs participants
| - Akwa United FC - Sunshine Stars FC - Promu de Division II - Nassarawa United FC - Enyimba FC - Jigawa Golden Stars FC - Promu de Division II - Enugu Rangers - Gombe United FC - Bendel Insurance - Kano Pillars - Sharks FC - Promu de Division II | - Wikki Tourists FC - Heartland FC - Kwara United FC - JUTH FC - Promu de Division II - Prime FC - Zamfara United FC - Lobi Stars FC - Bayelsa United FC - Niger Tornadoes - Ocean Boys FC |

## Compétition
Le barème de points servant à établir le classement se décompose ainsi :
- Victoire : 3 points
- Match nul : 1 point
- Défaite : 0 point

### Classement
| Rang | Équipe                     | Pts | J  | G  | N  | P  | Bp | Bc | Diff |
| ---- | -------------------------- | --- | -- | -- | -- | -- | -- | -- | ---- |
| 1    | Kano Pillars               | 64  | 38 | 17 | 13 | 8  | 43 | 28 | +15  |
| 2    | Heartland FC               | 63  | 38 | 18 | 9  | 11 | 41 | 25 | +16  |
| 3    | Bayelsa United FC          | 63  | 38 | 16 | 15 | 7  | 36 | 22 | +14  |
| 4    | Sunshine Stars FC (P)      | 61  | 38 | 18 | 7  | 13 | 43 | 28 | +15  |
| 5    | Niger Tornadoes            | 60  | 38 | 17 | 9  | 12 | 45 | 38 | +7   |
| 6    | Enyimba FC (T)             | 59  | 38 | 17 | 8  | 13 | 44 | 32 | +12  |
| 7    | Lobi Stars FC              | 58  | 38 | 17 | 7  | 14 | 46 | 33 | +13  |
| 8    | Enugu Rangers              | 57  | 38 | 17 | 6  | 15 | 31 | 26 | +5   |
| 9    | Wikki Tourists FC          | 53  | 37 | 15 | 8  | 14 | 43 | 42 | +1   |
| 10   | Gombe United FC            | 52  | 38 | 16 | 4  | 18 | 37 | 42 | -5   |
| 11   | Zamfara United FC          | 52  | 38 | 14 | 10 | 14 | 32 | 39 | -7   |
| 12   | Sharks FC (P)              | 50  | 38 | 14 | 8  | 16 | 46 | 42 | +4   |
| 13   | Ocean Boys FC (C)          | 50  | 38 | 14 | 8  | 16 | 31 | 33 | -2   |
| 14   | Akwa United FC             | 48  | 38 | 14 | 6  | 18 | 35 | 44 | -9   |
| 15   | JUTH FC (P)                | 48  | 38 | 14 | 6  | 18 | 28 | 42 | -14  |
| 16   | Nassarawa United FC        | 46  | 37 | 13 | 7  | 17 | 28 | 35 | -7   |
| 17   | Kwara United FC            | 46  | 38 | 13 | 7  | 18 | 33 | 43 | -10  |
| 18   | Jigawa Golden Stars FC (P) | 42  | 38 | 10 | 12 | 16 | 29 | 37 | -8   |
| 19   | Prime FC                   | 41  | 38 | 11 | 8  | 19 | 21 | 39 | -18  |
| 20   | Bendel Insurance           | 39  | 38 | 9  | 12 | 17 | 26 | 45 | -19  |

|  | Qualification pour la Ligue des champions de la CAF 2009                                 |
|  | Qualification pour la Coupe de la confédération 2009                                     |
|  | Relégation en Division Two                                                               |
|  | (T) : Tenant du titre (C) : Vainqueur de la Coupe du Nigeria (P) : Promu de Division Two |

## Bilan de la saison
| Championnat du Nigeria de football 2007-2008 |                          |
| Champion                                     | Kano Pillars (1er titre) |
| Coupes et trophées                           |                          |
| Vainqueur de la Coupe du Nigeria 2007-2008   | Ocean Boys FC            |
| Qualifications continentales                 |                          |
| Ligue des champions de la CAF 2009           | Kano Pillars             |
| Ligue des champions de la CAF 2009           | Heartland FC             |
| Coupe de la confédération 2009               | Ocean Boys FC            |
| Coupe de la confédération 2009               | Bayelsa United FC        |
| Promotions et relégations                    |                          |
| Promus en First Division                     | Kaduna United FC         |
| Promus en First Division                     | Gateway FC               |
| Promus en First Division                     | Abuja FC                 |
| Promus en First Division                     | Warri Wolves FC          |
| Relégués en Division II                      | Kwara United FC          |
| Relégués en Division II                      | Jigawa Golden Stars FC   |
| Relégués en Division II                      | Prime FC                 |
| Relégués en Division II                      | Bendel Insurance         |